# Жан-Бертран Понталис
Жан-Бертран Льофевър Понталис (на френски: Jean-Bertrand Lefèvre Pontalis) е френски философ и психоаналитик.

## Биография
Роден е на 15 януари 1924 г. в Париж, Франция. Учи в лицея „Пастьор“, лицея „Анри IV“ и Сорбоната. През 1945 г. получава степен по философия с дисертация върху Спиноза.
Ученик на Жан-Пол Сартър, той работи в списанието „Les Temps Modernes“ (1946 – 1948). С подкрепата на философа Морис Мерло-Понти, Понтилис влиза в Националния център за научни изследвания и преминава обучителна анализа с Жак Лакан.
Около 1960 г. с Жан Лапланш, под ръководството на Даниел Лагаш, извършва важна работа, която довежда до създаване през 1967 г. на речник на психоанализата, който се радва на голям успех във Франция и в чужбина и става предмет на многобройни преводи.
Умира на 15 януари 2013 г. на 89-годишна възраст.